# Gabriele Hessmann
Gabriele Hessmann (* vor 1946) ist eine deutsche Schauspielerin, Synchronsprecherin und Regisseurin.

## Leben
Hessmann arbeitete nach einer Berufsausbildung zunächst als Theaterschauspielerin und Regisseurin an Berliner Bühnen, wo sie beispielsweise unter der Regie von Jürgen Fehling die "Marthe Schwerdtlein" im Urfaust spielte. Ab 1946 war sie auch als Lehrerin für Sprechtechnik und Rollenstudium am Deutschen Theater Berlin tätig.
In Spielfilmproduktionen war sie ein seltener Gast. So wirkte sie beispielsweise in Eugen Yorks Drama Morituri und als Vorsteherin der Vollzugsanstalt in Alfred Brauns Gefängnisdrama Mädchen hinter Gittern mit. Einem breiten Publikum wurde Hessmann vor allem durch ihre Stimme bekannt. Als Synchronsprecherin lieh sie diese unter anderem Flora Robson in Der Herr der sieben Meere, der Titelfigur im Zeichentrickfilm Das bucklige Pferdchen, Minna Gombell in Hyänene der Prärie, Edna May Oliver in Trommeln am Mohawk und Marjorie Rambeau in Die Hölle von Oklahoma. Außerdem wirkte sie bei zahlreichen Hörspielen mit.

## Filmografie (Auswahl)
- 1948: Morituri
- 1949: Mädchen hinter Gittern

## Hörspiele (Auswahl)
- 1947: Charlotte von Stein, RIAS
- 1948: Mariechen von Nijmwegen, RIAS
- 1949: Genug ist nicht genug, nach Conrad Ferdinand Meyer
- 1952: Kin Ping Meh oder die abenteuerliche Geschichte von Hsi Men und seinen sechs Frauen, SFB